# Браво, Эрмин
Э́рмин Бра́во (босн. Ermin Bravo; род. 5 декабря 1979 года, Сараево, Сараевский кантон, Босния и Герцеговина) — боснийский актёр театра и кино.

## Карьера
Эрмин Браво играл во множестве спектаклей, в том числе «Ромео и Джульетта». Его дебютная работа в кино состоялась в 2001 году в короткометражном фильме. Эрмин, прежде всего, известен по фильмам: «Грбавица» (2006) в роли учителя Мухи, «Цирк «Колумбия»» (2010) в роли Анте Гуделя и «В краю крови и мёда» (2011) в роли Мехмета.

## Образование
Эрмин Браво окончил Академию театрального искусства в Сараево в 2003 году. Затем стал её доцентом.

## Личная жизнь и увлечения
Эрмин Браво знает множество языков. Может говорить на боснийском, хорватском, английском, немецком, македонском, русском, сербском и словенском.
Занимается акробатикой, бадминтоном, Пляжным волейболом, боулингом, горнолыжным спортом, настольным теннисом, теннисом, волейболом. Увлекается балетом.

## Фильмография
| Год  |     | Русское название           | Оригинальное название          | Роль           |
| ---- | --- | -------------------------- | ------------------------------ | -------------- |
| 2003 | ф   | Ремейк                     | Remake                         | Тарик Карага   |
| 2006 | ф   | Грбавица                   | Grbavica                       | учитель Муха   |
| 2010 | ф   | В пути                     | Na putu                        | Бахрия         |
| 2010 | ф   | Цирк «Колумбия»            | Cirkus Columbia                | Анте Гудель    |
| 2011 | ф   | В краю крови и мёда        | In the Land of Blood and Honey | Мехмет         |
| 2011 | кор | Багаж                      | Prtljag                        | Заим           |
| 2014 | ф   | Остров любви               | Otok ljubavi / Love Island     | Гребо          |
| 2016 | ф   | Хорошая жена               | Dobra žena                     | Брана          |
| 2016 | ф   | Мужчины, которые не плачут | Muskarci koji ne placu         |                |
| 2017 | ф   | Зерно                      | Buğday                         | Учёный Семиль  |
| 2020 | ф   | Куда ты идёшь, Аида?       | Quo Vadis, Aida?               | мэр Сребреницы |